# برتری مردانه
برتری مردانه (به انگلیسی: Male privilege) تعبیری است که در جامعه‌شناسی به حالتی گفته می‌شود که مرد در محل کار یا خانواده تنها به علت جنسیت مورد ارجحیت قرار گیرد.

## جستارها
- مردسالاری
- مردانگی
- نقش جنسی